# 이천 물류창고 붕괴 사고
이천 물류창고 붕괴 사고는 2005년 10월 6일 11시 26분에 발생한 붕괴 사고이다. 이 사고로 9명이 사망하고 5명이 부상하였다.

## 원인
GS물류센터 신축 공사를 위해 지붕인 콘크리트 구조물을 조립하던 중 2층과 3층의 구조물이 연쇄적으로 붕괴하여 발생하였다. 경찰은 3층으로 구조물을 올리다가 이미 올라가있던 구조물을 건드려 아래로 떨어지면서 붕괴가 일어난 것으로 추정했다.